# چنارمدوی بالا
چنارمدوی بالا، روستایی از توابع بخش مرکزی شهرستان کوهدشت در استان لرستان ایران است.

## جمعیت
این روستا در دهستان کوه دشت شمالی قرار دارد و براساس سرشماری مرکز آمار ایران در سال ۱۳۸۵، جمعیت آن ۱۶۴ نفر (۳۲خانوار) بوده‌است.